# Fu (kana)
ふ în hiragana sau フ în katakana, (romanizat ca fu după sistemul Hepburn sau hu după sistemele Nippon și Kunrei) este un kana în limba japoneză care reprezintă o moră. Caracterul hiragana este scris cu patru linii, iar caracterul katakana cu o singură linie. Kana ふ și フ reprezintă sunetul pronunție în japoneză [ɸu͍] ⓘ.
Originea caracterelor ふ și フ este caracterul kanji 不.

## Variante
Kana ふ și フ se pot folosi cu semne diacritice (dakuten sau handakuten) ca să reprezintă un alt sunet:
- ぶ sau ブ reprezintă sunetul pronunție în japoneză [bu] (romanizate ca bu)[2]
- ぷ sau プ reprezintă sunetul pronunție în japoneză [pu] (romanizate ca pu)

## Folosire în limba ainu
În limba ainu, katakana minuscul cu handakuten ㇷ゚ reprezintă sunetul p la sfârșitul unui cuvânt și în dialectul Sahalin a acestei limbi katakana minuscul ㇷ reprezintă sunetul h final după sunetul u (ウㇷ = uh).

## Forme
| Formă                                   | Rōmaji | Hiragana        | Katakana        | Cuvinte exemplare (cu kanji) |
| --------------------------------------- | ------ | --------------- | --------------- | --- |
| Fără semne diacritice: f- (は行 ha-gyō) | fu     | ふ              | フ              | - ふゆ fuyu 冬 (iarnă) - ふえる fueru 増える (a crește) - ふつう futsū 普通 (normal) - ふみきり fumikiri 踏み切り (pasaj de nivel) - ふとん futon 布団 (plapumă) - ふるえる furueru 震える (a scutura) - フランス furansu (Franța) |
| Fără semne diacritice: f- (は行 ha-gyō) | fuu fū | ふう, ふぅ ふー | フウ, フゥ フー | - ふゆ fuyu 冬 (iarnă) - ふえる fueru 増える (a crește) - ふつう futsū 普通 (normal) - ふみきり fumikiri 踏み切り (pasaj de nivel) - ふとん futon 布団 (plapumă) - ふるえる furueru 震える (a scutura) - フランス furansu (Franța) |
| Cu semnul dakuten: b- (ば行 ba-gyō)     | bu     | ぶ              | ブ              | - はんぶん hanbun 半分 (jumătate) - かぶ kabu 株 (ciot) - ぶし bushi 武士 (samurai) - ハーブ hābu (iarbă) |
| Cu semnul dakuten: b- (ば行 ba-gyō)     | buu bū | ぶう, ぶぅ ぶー | ブウ, ブゥ ブー | - はんぶん hanbun 半分 (jumătate) - かぶ kabu 株 (ciot) - ぶし bushi 武士 (samurai) - ハーブ hābu (iarbă) |
| Cu semnul handakuten: p- (ぱ行 pa-gyō)  | pu     | ぷ              | プ              | - ランプ ranpu (lampă) |
| Cu semnul handakuten: p- (ぱ行 pa-gyō)  | puu pū | ぷう, ぷぅ ぷー | プウ, プゥ プー | - ランプ ranpu (lampă) |

| Alte forme | Alte forme |           |
| --- | ---------- | --------- |
| \| Rōmaji \| Hiragana \| Katakana \| \| ------ \| --------- \| --------- \| \| Fa/Hwa \| ふぁ/ふゎ \| ファ/フヮ \| \| Fi/Hwi \| ふぃ \| フィ \| \| Fu \| ふ \| フ \| \| Fe/Hwe \| ふぇ \| フェ \| \| Fo \| ふぉ \| フォ \| |            |           |
| Rōmaji | Hiragana   | Katakana  |
| Fa/Hwa | ふぁ/ふゎ  | ファ/フヮ |
| Fi/Hwi | ふぃ       | フィ      |
| Fu | ふ         | フ        |
| Fe/Hwe | ふぇ       | フェ      |
| Fo | ふぉ       | フォ      |

## Ordinea corectă de scriere
|                                      |
| Ordinea corectă de scriere pentru ふ |

|                                      |
| Ordinea corectă de scriere pentru フ |

## Alte metode de scriere
- Braille:

| ・・ －－ ・・ |

- Codul Morse: －－・・